# Chiesa di San Francesco di Paola (Caltagirone)
La chiesa di San Francesco di Paola (in lingua siciliana a Chiesa ri San Franciscu ri Paula) è un luogo di culto cattolico di Caltagirone.
Il 12 dicembre 1926 l'arcivescovo di Siracusa e amministratore apostolico di Caltagirone mons. Giacomo Carabelli l'ha elevata al rango di venerabile chiesa parrocchiale.

## Storia
Alla fine del XVI secolo, lungo la via Carolina (attuale via Roma), si incontravano la chiesetta di Sant'Antonio Abate, annessa ad un convento di Padri domenicani. Nel 1582 il convento e la chiesetta venne ceduta dal Senato civico della città all'Ordine dei Minimi che ampliarono l'antica chiesa e la dedicarono al loro fondatore, San Francesco di Paola.